# 포키스 (영화)
《포키스》(영어: Porky's)는 캐나다와 미국에서 제작된 밥 클라크 감독의 1981년 섹스 코미디 영화이다. 킴 커트랠 등이 출연하였다. 1982년 미국 전역으로 상영관이 확대되었고, 그해 북미 전체 흥행 5위를 차지하였다. 한국 개봉명은 《포키즈》이다.
1983년 속편 《포키스 2》가 개봉하였다.

## 줄거리
1954년 플로리다주 고등학생 몇 명이 매춘부에게 총각 딱지를 뗄 생각에 에버글레이즈 스트립 클럽 포키스를 방문했다가 클럽 소유주 포키와 보안관인 형제에게 돈만 뜯기고 늪에 처박힌다. 미키는 되갚아주려고 재차 클럽을 찾았다가 심하게 폭행 당해 병원에 입원한다. 친구들은 복수를 다짐한다.

## 출연
- 댄 모너핸 - 에드워드 "피 위" 모리스 역
- 마크 헤리어 - 빌 매카티 역
- 와이엇 나이트 - 토미 터너 역
- 로저 윌슨 - 미키 자비스 역
- 시릴 오라일리 - 팀 캐버나 역
- 토니 가니오스 - 앤서니 "미트" 투퍼렐로 역
- 킴 커트랠 - 린 "래시" 허니웰 양, 코치 역
- 낸시 파슨스 - 뷸라 밸브리커 역
- 스콧 컬럼비 - 브라이언 슈워츠 역
- 보이드 게인스 - 로이 브래킷 코치 역
- 수전 클라크 - 체리 포에버 역
- 아트 힌들 - 테드 자비스, 순경, 미키의 형 역
- 웨인 몬더 - "슬라임" 캐버나 역
- 앨릭스 캐러스 - 월리스 보안관 역
- 척 미첼 - "포키" 월리스 역
- 빌 힌드먼 - 구디너프 수석 코치 역